# Coppa di Francia 1989-1990
La stagione 1989-90 è stata la 73ª edizione della Coppa di Francia, massima competizione nazionale francese.

## Risultati

### Trentaduesimi di finale
| Squadra 1                           | Risultato       | Squadra 2              |
| ----------------------------------- | --------------- | ---------------------- |
| Gazélec Ajaccio                     | 1 - 0           | Caen                   |
| Olympique Alès                      | 1 - 0           | Toulouse Football Club |
| Red Star 93                         | 0 - 1           | Auxerre                |
| Olympique avignonnais               | 3 - 2 (dts)     | Monaco                 |
| Stade Plabennecois                  | 0 - 4           | Bordeaux               |
| US Saintaise                        | 2 - 4           | Brest Armorique FC     |
| Perpignan FC                        | 1 - 1 (3-4 dcr) | Cannes                 |
| RC Épernay                          | 1 - 2           | Entente Chaumontoise   |
| JS Saint-Pierroise                  | 1 - 2           | Clermont-Ferrand FC    |
| SAS Epinal                          | 2 - 1           | Lens                   |
| Gueugnon                            | 0 - 0 (4-3 dcr) | Créteil-Lusitanos      |
| La Roche-sur-Yon                    | 0 - 1           | Laval                  |
| Stade Reims                         | 0 - 3           | Lilla                  |
| Olympique pavillais                 | 0 - 1           | CS Louhans-Cuiseaux    |
| Tours                               | 0 - 4           | Olympique Marsiglia    |
| Martigues                           | 3 - 1           | Bastia                 |
| Montceau Bourgogne                  | 0 - 6           | Metz                   |
| Football Club Istres Ouest Provence | 0 - 1           | Montpellier            |
| Mulhouse                            | 2 - 0           | CSO Amnéville          |
| Nancy                               | 2 - 1           | Nizza                  |
| SO Cholet                           | 0 - 2           | Nantes                 |
| Nîmes                               | 1 - 0           | Olympique Lione        |
| Le Havre                            | 1 - 2           | Orléans                |
| Angers                              | 2 - 3 (dts)     | Racing Paris 1         |
| Saint-Seurin                        | 0 - 1           | Rennes                 |
| AS Roannaise                        | 1 - 3           | Rouen                  |
| Angoulême                           | 1 - 2           | Saint-Étienne          |
| Stade saint-lois                    | 2 - 2 (7-6 dcr) | Niort                  |
| Sedan                               | 2 - 1           | Beauvais               |
| Sochaux                             | 0 - 2           | Strasburgo             |
| AS aixoise                          | 1 - 4           | SC Tolone              |
| U.S. Valenciennes-Anzin             | 1 - 0           | Paris Saint-Germain    |

### Sedicesimi di finale
| Squadra 1          | Risultato       | Squadra 2           |
| ------------------ | --------------- | ------------------- |
| Tolone             | 0 - 0 (5-6 dcr) | Valenciennes        |
| Metz               | 1 - 1 (4-2 dcr) | Rennes              |
| Cannes             | 2 - 0           | Olympique Alès      |
| Montpellier        | 5 - 1           | CS Louhans-Cuiseaux |
| Nantes             | 2 - 1           | Auxerre             |
| Mulhouse           | 1 - 1 (5-4 dcr) | Strasburgo          |
| Saint-Étienne      | 1 - 0           | Chaumont            |
| Lilla              | 2 - 0           | Nancy               |
| Brest              | 0 - 1           | Avignon Football 84 |
| FC Saint-Lô Manche | 0 - 8           | Bordeaux            |
| Gazélec Ajaccio    | 1 - 3           | Olympique Marsiglia |
| Sedan              | 0 - 2           | Racing Paris        |
| Orléans            | 1 - 0           | Épinal              |
| Gueugnon           | 1 - 0           | Laval               |
| Rouen              | 0 - 1dts        | Nîmes               |
| Martigues          | 3 - 0 (dts)     | Clermont Foot       |

### Ottavi di finale
| Squadra 1           | Risultato       | Squadra 2     |
| ------------------- | --------------- | ------------- |
| Bordeaux            | 4 - 0           | Metz          |
| Montpellier         | 2 - 0           | Nantes        |
| Lilla               | 0 - 0 (4-5 dcr) | Cannes        |
| Racing Paris        | 5 - 0           | Gueugnon      |
| Olympique Marsiglia | 2 - 0           | Nîmes         |
| Valenciennes        | 3 - 4 (dts)     | Saint-Étienne |
| Martigues           | 0 - 2           | Mulhouse      |
| Avignon Football 84 | 2 - 1           | Orléans       |

### Quarti di finale
| Squadra 1           | Risultato   | Squadra 2           |
| ------------------- | ----------- | ------------------- |
| Mulhouse            | 2 - 2 (dts) | Saint-Étienne       |
| Racing Paris        | 1 - 1 (dts) | Bordeaux            |
| Cannes              | 0 - 3dts    | Olympique Marsiglia |
| Avignon Football 84 | 0 - 1       | Montpellier         |

### Semifinale
| Squadra 1           | Risultato | Squadra 2    |
| ------------------- | --------- | ------------ |
| Saint-Étienne       | 0 - 1     | Montpellier  |
| Olympique Marsiglia | 2 - 3     | Racing Paris |

### Finale
| Squadra 1   | Risultato   | Squadra 2 |
| ----------- | ----------- | --------- |
| Montpellier | 2 - 1 (dts) | RC France |

| Arbitro: | Biguet |

|                                                                                      |            | |
| Blanc 103’ Ferhaoui 108’                                                             | Marcatori  | 109’ Ginola |
| Rust Baills Lucchesi Júlio César Blanc Lemoult Ferhaoui Ayache Xuereb Guérin Cantona | Formazioni | · Olmeta · Dangbeto · Bade · Thétis · Milojevic · Ben Mabrouk · Blondeau · Bouderbala · Aïd 57’ · Ginola · Avenet · A disposizione: · Luís Sobrinho 57’ |
| Mézy                                                                                 | Allenatori | Kasperczak |